# Schiffsmeldungen
Schiffsmeldungen ist ein Spielfilm des schwedischen Regisseurs Lasse Hallström aus dem Jahr 2001. Das Drama basiert auf dem gleichnamigen Roman der US-amerikanischen Schriftstellerin E. Annie Proulx und wurde von dem Filmstudio Miramax produziert.

## Handlung
Seinem Vater war der dickliche Quoyle, der weder richtig schwimmen noch sprechen noch Freundschaften mit anderen Kindern schließen konnte, schon immer ein Dorn im Auge. Nach einem abgebrochenen Studium verdingt er sich als Drucker in Poughkeepsie (New York) und beschließt, seine Gefühle vom Leben zu trennen. Er lässt den Alltag ohne Erwartungen einsam über sich ergehen, bis er eines Tages die Bekanntschaft der attraktiven Petal macht. Die extrovertierte Alarmanlagenverkäuferin entjungfert ihn nach wenigen Stunden, und die Tochter Bunny kommt zur Welt. Jahr um Jahr wird die Ehe für Quoyle wie auch für die heranwachsende Bunny zur Farce, doch erdulden beide still Petals exzessiven Lebenswandel. Quoyles Frau ist nicht oft zu Hause, und wenn, ist sie meistens in Begleitung eines anderen Mannes, der die Nacht mit ihr verbringt. Als Quoyles kranker Vater gemeinsam mit seiner Mutter Suizid begeht, verlässt Petal ihren Ehemann.
Als Quoyle mit den Urnen seiner Eltern vom Bestattungsunternehmen heimkehrt, ist Petal mit ihrem Liebhaber und Bunny verschwunden, und vor seiner Tür steht die resolute Halbschwester seines Vaters, Tante Agnis Hamm. Sie ist auf der Durchreise nach Neufundland, der Heimat der Quoyles. Stunden später meldet sich die Polizei bei Quoyle, die ihn über den tödlichen Autounfall von Petal informiert, die kurz vor ihrem Ableben Bunny für 6000 US-Dollar an eine Adoptionsagentur verkauft hatte. Agnis Hamm bleibt einige Tage bei Quoyle und Bunny und überredet die beiden, mit ihr nach Neufundland zu kommen.
In der unwirtlichen Gegend richten sich die drei in Agnis' Geburtshaus ein, einem mit Drahtseilen auf einer Steilklippe befestigten Holzhaus in der Nähe des Fischerortes Killick-Claw. In der alten und neuen Heimat wird Quoyle immer wieder von Albträumen von seiner verstorbenen Frau geplagt und von seiner Tante in die Eigenarten seiner Familie eingeführt.
Während Agnis beginnt, wieder in ihrem alten Beruf als Bootspolsterin zu arbeiten, wird Quoyle bei der örtlichen Zeitung The Gammy Bird als Journalist eingestellt. Er muss die Rubrik der Schiffsmeldungen übernehmen und über Autounfälle berichten. Er verguckt sich in die schöne Wavey Prowse, die Kindergärtnerin des Ortes. Waveys Ehemann ertrank vor Jahren vor der Küste beim Fischen; durch den Schock kam ihr Sohn Herry geistig behindert zur Welt. Waveys Sohn und Quoyles Tochter freunden sich rasch an, und nach anfänglichen Schwierigkeiten kommen sich auch ihre Eltern näher.
Bunny verändert sich in der neuen Umgebung, was Quoyle verunsichert. Seine Tochter entwickelt bald das zweite Gesicht, hält ein Zimmer im Haus für ihre verstorbene Mutter frei und berichtet von einem dünnen Mann mit einem Hund, der nachts um das Haus herumschleicht. Quoyle sucht auf einem Ausflug mit Wavey und den Kindern Rat und tauscht schon bald flüchtige Intimitäten mit ihr aus. Die Witwe ist aber noch nicht bereit für eine Beziehung.
Bei einem Ausflug auf Gay’s Island erfährt Quoyle von seinem Arbeitskollegen Billy Pretty mehr über seine Ahnengeschichte. Seine Vorfahren waren Piraten, die eines Tages einem Mann die Nase abschnitten und ihn kreuzigten. Wegen dieses Verbrechens wurden Quoyles Vorfahren samt ihrem Haus von der Insel vertrieben, das sie über das zugefrorene Meer bis nach Quoyle Point zogen. Quoyle verbringt nun immer öfter Zeit mit Wavey und muss sich Intrigen von Seiten des Chefredakteurs der Zeitungsredaktion stellen.
Als er mit seinem neuen Boot aufs Meer fährt, stößt er auf eine geköpfte Leiche. In Panik wendet er das Boot so unsachgemäß, dass es untergeht. Quoyle kann sich an einer im Meer schwimmenden Kühlbox festklammern, in der sich der Kopf des Leichnams befindet. Quoyle wird von seinem Arbeitgeber gerettet. Der Tote war der Eigner der „Hitleryacht“, über die Quoyle berichtete, und der von seiner misshandelten Ehefrau getötet wurde.
Quoyle erfährt, dass Waveys Mann seine Ehefrau oft betrogen hatte, und versucht, bei Wavey körperliche Nähe zu erzwingen. Am nächsten Morgen bricht Wavey ihr Schweigen und berichtet Quoyle von einem Geheimnis. Ihr Ehemann Harold ist nicht tot, sondern verließ Wavey und Killick-Claw für eine Jüngere, als sie schwanger war. Aus Scham tarnte Wavey Harolds Verschwinden als Unfall, fuhr mit seinem Boot aufs Meer und versenkte es. Sie spielte die trauernde Witwe und plante Killick-Claw zu verlassen, doch die Menschen im Dorf empfingen die Frau mit offenen Armen, und sie blieb.
Als Quoyle, Bunny und Agnis das Haus verlassen, um den Winter in der Stadt zu verbringen, zieht ein schwerer Sturm auf. Quoyle flüchtet sich erneut zu Wavey, und beide verbringen die Nacht miteinander. Jack Buggit, der Inhaber von The Gammy Bird, ertrinkt während des schweren Sturms. Als eine Totenwache für den Verstorbenen abgehalten wird und ihm seine Frau den Marineorden anstecken möchte, erwacht der Scheintote urplötzlich zum Leben. Quoyle muss sich daraufhin Bunnys Fragen stellen, die auch eine Totenwache für ihre Mutter Petal wünscht. Quoyle macht seiner Tochter jedoch klar, dass Petal tot ist und es nicht an Bunny liegt, dass ihre Mutter die Familie verließ und starb. Der Familienfluch scheint besiegt und die Chance für einen Neuanfang gekommen, als sich bestätigt, dass sich das jahrhundertealte Haus der Quoyles im Sturm von den Drahtseilen gerissen hat und der Naturgewalt zum Opfer fiel, genau wie es Quoyles Tochter geträumt hatte.

## Filmmusik
Die Musik stammt von dem Filmkomponisten Christopher Young.
| Nr. | Titel                  |
| --- | ---------------------- |
| 1.  | Shipping News          |
| 2.  | The Gammy Bird         |
| 3.  | Weather Rhymes         |
| 4.  | Killick / Claw Harbour |
| 5.  | Deep Water Down        |
| 6.  | Dutsi Jig              |
| 7.  | One Kite Better        |
| 8.  | Seal Flipper Pie       |
| 9.  | Strictly Fishwrap      |
| 10. | Mooncussers            |
| 11. | Alwyn Spires           |
| 12. | Asleep with the Angels |
| 13. | Death Storm            |
| 14. | Botterjacht            |
| 15. | Dog on Fire            |
| 16. | Sail On                |

## Entstehungsgeschichte
Der Film basiert auf dem gleichnamigen Roman der US-Amerikanerin Annie Proulx, der 1993 erstmals veröffentlicht und mit dem Pulitzer-Preis und dem National Book Award ausgezeichnet wurde. Proulx ließ sich von den geheimnisvollen Namen der Fischerdörfer inspirieren, Neufundland zu besuchen, und verfasste aus Gesprächen mit den Einheimischen heraus ihren Roman.
Die Filmproduzentin Linda Goldstein Knowlton las den Roman 1993 kurz vor seiner eigentlichen Veröffentlichung. Annie Proulx sprach sich für eine Verfilmung aus, bestand aber darauf, dass ein Teil des Films in Neufundland gedreht werden sollte. Es dauerte ein Jahr, bis Knowlton auch die Produktionsfirmen für den komplexen Roman interessieren konnte. Das Interesse stieg erheblich, als der Roman den Pulitzer-Preis gewann. Als Regisseur wurde der Schwede Lasse Hallström verpflichtet, der sich beim Lesen von Schiffsmeldungen stark an seinen eigenen Film Mein Leben als Hund (1985) erinnert fühlte. Der Drehbuchautor Robert Nelson Jacobs adaptierte den Roman für die Kinoleinwand. Nelson Jacobs hatte bereits bei der Komödie Chocolat – Ein kleiner Biss genügt (2000) mit Hallström zusammengearbeitet. Für die Hauptrollen wurden die US-amerikanischen Schauspieler Kevin Spacey und Julianne Moore verpflichtet, sowie die Australierin Cate Blanchett und die renommierte britische Charakterdarstellerin Judi Dench, die auch in Hallströms vorangegangenem Film Chocolat – Ein kleiner Biss genügt mitgewirkt hatte. Die Dreharbeiten begannen am 12. März 2001 im kanadischen Dartmouth, Nova Scotia, wo die gesamten Studioszenen aufgenommen wurden.
Für die Außenaufnahmen reiste die Filmcrew nach Neufundland. Der Produktionsdesigner David Gropman reiste mit Unterstützung der Newfoundland Film Corporation über die gesamte Insel, um das passende Fischerdorf zu finden. Die perfekte Kulisse für den Roman stellte schließlich das drei Stunden von Neufundlands Hauptstadt St. John entfernte New Bonaventure dar, dessen Häuser im 18. Jahrhundert entstanden und architektonisch noch intakt waren. Schwierigkeiten beim Dreh bot die unzulängliche Infrastruktur, die logistische Probleme nach sich zog. Die Menschen hatten sich stets per Boot fortbewegt, so dass auf der gesamten Insel erst ab 1965 mit dem Ausbau von Straßen begonnen wurde. Die ausgewählten Drehorte wären für das Filmteam nicht erreichbar gewesen, hätte die Regierung von Neufundland nicht den Bau einer neuen Hauptverkehrsstraße in Auftrag gegeben, an deren Kosten sich das Filmstudio finanziell beteiligte. Der zunehmende Tourismus auf der Insel nach dem Filmstart von Schiffsmeldungen rechtfertigte später die Entscheidung der Regierung.
Die Filmcrew wurde bei den Dreharbeiten im Frühjahr 2001 von dem schneereichsten Winter seit 119 Jahren auf der Insel überrascht. In den drei Wintermonaten fielen in der Hauptstadt Neufundlands 605 Zentimeter Schnee, so dass die Kulissen im Film so gebaut werden mussten, dass sie den Naturgewalten trotzen konnten. Die unbeständigen Wetterverhältnisse machten den Drehplan zum Lotteriespiel – innerhalb von fünf Minuten konnte das Wetter erheblich umschlagen in Regen, Hagel, Sturm oder Schnee. So mussten die Schauspieler auf jede Szene vorbereitet sein. Ein wichtiges Motiv im Film stellte das grüne Quoyle-Haus dar, das im kanadischen Halifax gebaut und in Einzelteilen per Fähre nach Neufundland gebracht wurde. Die Filmcrew konnte sich nur mit Schneemobilen den Drehorten nähern.

## Rezeption
Schiffsmeldungen feierte seine Premiere am 18. Dezember 2001 in Kanada. Der US-amerikanische Kinostart erfolgte sieben Tage später, am 25. Dezember, in 186 Kinos. Kritiker attestierten dem Film, der u. a. als einer der Favoriten für die Oscar-Verleihung 2002 gehandelt wurde, inszenatorische Schwächen und bemängelten Abweichungen von der preisgekrönten literarischen Vorlage. Das Drama, das am Eröffnungswochenende in den USA einen Umsatz von 318.000 US-Dollar erreichte, spielte bei geschätzten 35 Mio. US-Dollar Produktionskosten bis zum 10. März 2002 einen Brutto-Gewinn von 11,4 Mio. US-Dollar ein und wurde als finanzieller Flop betitelt. In Kanada wurde das Werk für seine klischeehafte Darstellung der Bewohner Neufundlands heftig kritisiert. In Deutschland feierte Schiffsmeldungen seine Premiere am 11. Februar 2002 auf der Berlinale und startete offiziell im selben Jahr am 28. März in den Kinos.

## Auszeichnungen
Lasse Hallströms Drama Schiffsmeldungen konkurrierte 2002 bei seiner Deutschland-Premiere auf der Berlinale um den Goldenen Bären als bester Film, musste sich aber dem japanischen Beitrag Chihiros Reise ins Zauberland und Paul Greengrass’ Drama Bloody Sunday geschlagen geben. Hauptdarsteller Kevin Spacey wurde im selben Jahr für den Golden Globe Award und British Academy Film Award nominiert. Nebendarstellerin Judi Dench erhielt ebenfalls eine BAFTA-Nominierung, während Cate Blanchett für ihre Rolle der Petal u. a. mit dem Preis der National Board of Review ausgezeichnet wurde.

### British Academy Film Awards2002
Nominiert in den Kategorien
- Bester Hauptdarsteller (Kevin Spacey)
- Beste Nebendarstellerin (Judi Dench)

### Golden Globe Awards 2002
Nominiert in den Kategorien
- Bester Hauptdarsteller – Drama (Kevin Spacey)
- Beste Filmmusik

### Weitere
Berlinale 2002
- nominiert für den Goldenen Bären als bester Film

Broadcast Film Critics Association Awards 2002
Nominiert in den Kategorien
- Bester Film
- Bester Filmkomponist (Christopher Young)

Florida Film Critics Circle Awards 2002
- Beste Nebendarstellerin (Cate Blanchett)

National Board of Review Awards 2001
- Beste Nebendarstellerin (Cate Blanchett)

Screen Actors Guild Awards 2002
- nominiert in der Kategorie Beste Nebendarstellerin (Judi Dench)

USC Scripter Awards 2002
- nominiert in der Kategorie Bestes Drehbuch

Young Artist Awards 2002
- nominiert in der Kategorie Bestes Schauspielensemble (Alyssa Gainer, Kaitlyn Gainer, Lauren Gainer, Kyle Timothy Smith, Andrew Fowler und Will McAllister)